# جوزيف ستوردور
جوزيف ستوردور هو مبارز بالسيف بلجيكي، مثّل بلاده في الألعاب الأولمبية الصيفية 1928.

## روابط رياضية
جوزيف ستوردور على موقع أوليمبيديا (الإنجليزية)